# Passy (Parigi)
Passy è un antico comune del dipartimento della Senna, annesso a Parigi il 1º gennaio 1860. Insieme all'antico comune di Auteuil, costituì da tale data un quartiere del XVI arrondissement. Non va confuso con il comune di Passy-sur-Seine.

## Storia

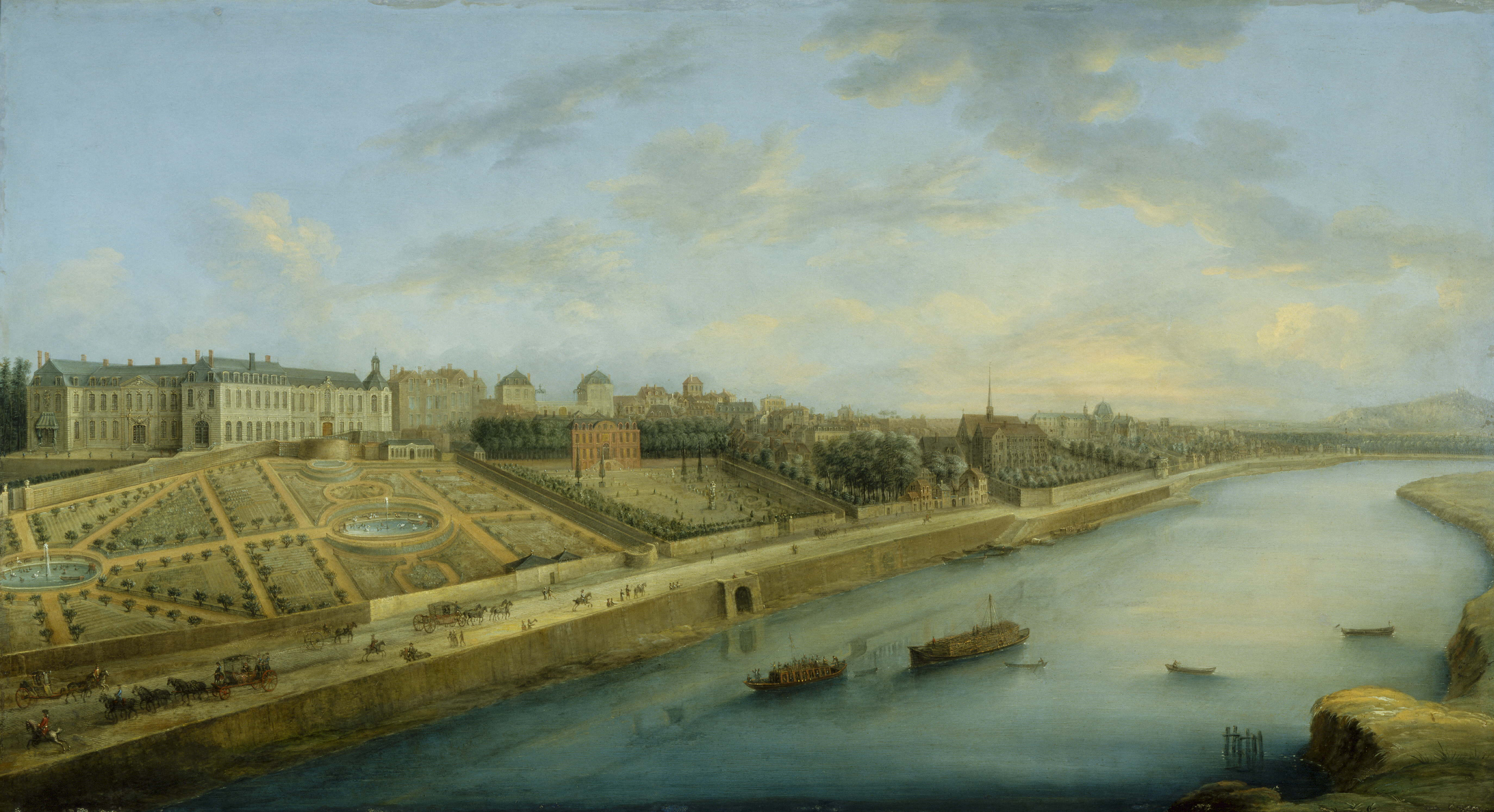
Il castello di Boulainvilliers in un dipinto di Charles-Léopold Grevenbroeck (1743)

Il nome di Passy, chiamato Passicium (o Paciacum), comparve per la prima volta su una carta del 1250. Il primo signore di Passy fu Jeanne de Paillard nel 1416.
Nel XIV secolo re Carlo V di Francia autorizzò i suoi abitanti a chiudere con muri i loro campi. Un secolo più tardi Passy fu elevata al rango di signoria.
Il villaggio di Passy era composto da:
- Castello di Boulainvilliers (nome adottato a partire dal 1747): questo dominio andava dalla sede attuale di Radio France fino all'avenue Mozart. È al banchiere Samuel Bernard che si devono le sue dimensioni
- piana di Passy, dove erano in funzione numerosi mulini a vento che rimasero in servizio fino al XIX secolo
- un terzo dominio, che scendeva fino alla Senna, ove si poteva ammirare l'hôtel de Lamballe, sede dell'attuale Ambasciata di Turchia in Francia

Claude Chahu, signore di Passy, finanziere e consigliere del re, fece erigere nel 1666 una cappella, Notre-Dame-de-Grâce, che nel 1672 divenne una parrocchia indipendente. Il marchese di Boulainvilliers ne fu l'ultimo signore.
Nel 1720 furono scoperte tre sorgenti di acqua ferruginosa ed in breve tempo Passy divenne un'apprezzatissima stazione termale.
Dal 1790 al 1795 Passy fu un cantone del distretto di Franciade.
Nel 1860, quando ebbe luogo l'allargamento di Parigi dalla cinta daziaria a quella di Thiers, il comune di Passy fu soppresso e il suo territorio ripartito tra Parigi e Boulogne.
Vi abitò negli ultimi anni della sua vita il grande compositore italiano Gioachino Rossini.

## Metro
Passy è servita dal Metro con la Linea 6, stazione di Passy, in rue de l'Alboni, fra Square de l'Alboni, la Place du Costa Rica e l'avenue du Président-Kennedy.